# Polychrysia argyritis
Polychrysia argyritis är en fjärilsart som beskrevs av Eugen Johann Christoph Esper 1792. Polychrysia argyritis ingår i släktet Polychrysia och familjen nattflyn. Inga underarter finns listade i Catalogue of Life.